# Nasalisatie
Nasalisatie, waarbij de neusklinkers ontstaan, is een fonologisch proces, dat optreedt door de huig te laten zakken en de lucht grotendeels door de neus te laten gaan. Hierdoor ontstaan zogenaamde 'neusklanken' ofwel nasaliteit.
Nasale klanken zijn vooral bekend vanuit het Frans. "Un bon vin blanc" geeft alle neusklanken uit het Frans weer. Minder bekend is dat talen als Hindi, Pools, Portugees en Bretons ook nasale klanken kennen. 
Ook in Germaanse talen komen neusklanken voor. In het Fries worden alle klinkers en tweeklanken die voor n + s, f, w, j, l of r staan genasaliseerd. De neusklanken die voor ns of nz staan worden ook nog eens allemaal verlengd. Enkele Duitse dialecten in onder andere Baden-Württemberg, maar ook een aantal dialecten uit Noord-Holland zijn hier, zij het minder duidelijk, voorbeelden van. 

In de Keltische talen kunnen nasalisaties betekenisonderscheidend zijn: een genasaliseerde consonant kan de marker van een naamval zijn, waarbij de niet-genasaliseerde allofoon de nominatief aangeeft. Zodoende kan nasalisatie, naast een fonologisch, ook een fonematisch proces behelzen.
Soorten medeklinkers: nasaal · bilabiaal · labiaal · dentaal · labiodentaal · alveolaar · palataal · retroflex · velaar · laryngaal · gutturaal